# Bor (Schweden)
Bor ist ein Ort (Tätort) in der schwedischen Gemeinde Värnamo. Der Ort liegt etwa zwölf Kilometer südlich vom Hauptort der Gemeinde, Värnamo, zwischen den beiden Seen Hindsen und Flåren.
Durch den Ort führt der Riksväg 27 und die Kust till kust-bana. Bor ist Ausgangspunkt der schmalspurigen Ohsabana in das 15 Kilometer entfernte Os.

## Persönlichkeiten
- John Ljunggren (1919–2000), Olympiasieger im Gehen
- Freddy Söderberg (* 1984), Fußballspieler